# Hùng Hải
Xã Hùng Hải là một xã thuộc huyện Diễn Châu, tỉnh Nghệ An, Việt Nam.
Theo Nghị quyết số 1243/NQ-UBTVQH15 của Uỷ ban thường vụ Quốc hội về việc sắp xếp đơn vị hành chính cấp huyện, cấp xã của tỉnh Nghệ An giai đoạn 2023 - 2025, thành lập xã Hùng Hải trên cơ sở nhập toàn bộ diện tích tự nhiên là 5,34 km2, quy mô dân số là 5.879 người của xã Diễn Hùng và toàn bộ diện tích tự nhiên là 5,21 km2, quy mô dân số là 9.768 người của xã Diễn Hải. Sau khi thành lập, xã Hùng Hải có diện tích tự nhiên là 10,55 km2 và quy mô dân số là 15.647 người.

## Địa Lý
Xã Hùng Hải giáp các xã Diễn Hoàng, Diễn Kim, Diễn Mỹ, Diễn Phong, Diễn Vạn; huyện Quỳnh Lưu và Biển Đông;
Xã Hùng Hải có diện tích tự nhiên là 10,55 km2 và quy mô dân số là 15.647 người.

## Lịch sử
Từ xa xưa trên địa bàn xã Diễn Hải này có tuyến kênh Nhà Lê nối từ  kinh đô Hoa Lư đến Đèo Ngang đi qua, là tuyến đường thủy đầu tiên trong lịch sử Việt Nam và được coi là tuyến đường Hồ Chí Minh trên sông vì những đóng góp cho các cuộc chiến tranh của người Việt (hiện là một đoạn của sông Me theo tên gọi địa phương).

## Du lịch
Xã Diễn Hải Có khu du lịch bãi tắm Hòn Câu rộng 35 ha, kêu gọi các tổ chức, cá nhân trong và ngoài xã đầu tư xây dựng khách sạn, nhà nghỉ để phát triển du lịch, Diễn Hải Có 40 Nhà Nghỉ, 140 khí ốt . 
Hiện Diễn Hải Hiện Có Hai nhà Đầu tư khách sạn quy mô hàng trăm tỷ, khách sạn nghỉ dưỡng du lịch hòn câu. 

## Văn Hóa
Xã 3 trường học giữ vững đạt chuẩn quốc gia (trường mầm non, tiểu học đạt chuẩn quốc gia)

## Kinh Tế
Kinh tế Xã Diễn Hải Tổng sản lượng lương thực quy thóc năm 2015 ước đạt 4.664,2 tấn (vượt 364,2 tấn so với năm 2010); giá trị sản xuất nông nghiệp đạt 26,5 tỷ đồng. Sản lượng đánh bắt, nuôi trồng hải sản và cá nước ngọt ước đạt 2.681 tấn năm 2015; giá trị thu nhập 21,1 tỷ đồng, tăng 6,4 tỷ đồng so với năm 2010.

Xã Hùng Hải (Xã diễn Hùng) có diện tích tự nhiên là 523,15 ha trong đó có 385,74 ha đất nông nghiệp. 121,61 ha đất phi nông nghiệp và 15,80 ha đất chưa sử dụng. Trong tổng số đất dùng cho nông nghiệp Diễn Hùng hiện có:276,03 ha đất màu. 3,75 ha đất trồng 2 vụ lúa. 3,21 ha đất trồng cây lâu năm. 80 ha đất lâm nghiệp và 23,75 ha đất nuôi trồng thủy sản. Như vậy đất đai ở Diễn Hùng hiện nay đã được con người khai thác và sử dung tới mức tối đa
Phía ven biển có cánh rừng phi lao phòng hộ rộng 50ha. Đi vào phía trong là con đê chắn sóng kéo dài.
Kinh tế xã chủ yếu là nông nghiệp và đánh cá biển. Ngoài ra còn có thủ công nghiệp như đan lát mây tre, kéo sợi, bện thừng...

## Hòn Đảo
Xã Diễn Hải Có "Đảo Hòn Câu" Nằm ở vùng biển diễn hải, hòn đảo đẹp và đầy thơ mộng .

## Giao Thông
Đường bộ
Chạy dọc giữa xã là con đường rải nhựa rộng, qua cầu Bãi, cầu Máng (cầu Phố), cầu Nại, lên Diễn Hoàng, Diễn Mỹ, Diễn Trường, Diễn Yên, ra Quốc lộ 1 nên rất thuận tiện cho buôn bán. Xưa kia đường này nhỏ hẹp nhưng năm 1969 được đắp lại và năm 2001 được rải nhựa thuận lợi hơn cho giao thông.
Ven biển
Xã Diễn Hải có tuyến đường ven biển đi qua địa bàn xã với chiều dài tuyến khoảng 3,1 km
Đường thủy
Giao Thông Đường Thủy Diễn Hải Có Hàng Trăm Chiếc Tàu Thuyền Đánh Cá Trên biển, Giao thông thuận lợi.

## Kênh Nhà Lê
Từ xa xưa trên địa bàn xã này có tuyến kênh Nhà Lê nối từ  kinh đô Hoa Lư đến Đèo Ngang đi qua, là tuyến đường thủy đầu tiên trong lịch sử Việt Nam và được coi là tuyến đường Hồ Chí Minh trên sông vì những đóng góp cho các cuộc chiến tranh của người Việt (hiện là một đoạn của sông Me theo tên gọi địa phương).

## Dân cư
Dân cư xã từ nhiều nơi họp lại. Theo điều tra của xã thì đây có 54 dòng họ lớn nhỏ, trong đó có 37 dòng họ tương đối lớn là các họ Trần, Phan, Lê, Đinh, Ngô...
Cư dân xã trước đây sinh sống tập trung tại các làng Vĩnh Nghĩa (Kẻ Các), Cử Nại (Kẻ Nại), Ngọc Mỹ (Kẻ Me). Dân các làng sống riêng biệt. Mọi sinh hoạt từ kinh tế đến văn hóa xã hội gần như khép kín. Mỗi làng có một giọng nói riêng và có phong cách sống ít nhiều khác biệt. Ngày nay ranh giới về phong cách sống không còn nhưng giọng nói thì vẫn như trước.
Dân cư xã 100% là người Kinh. Theo điều tra dân số thì năm 2006 xã có 5.280 người, trong đó có 800 người trên 60 tuổi. Hiện tại, xã có khoảng 2.000 lao động và hơn 2.000 trẻ em đang độ tuổi học sinh. Hơn 400 lao động thường xuyên đi làm ăn xa

## Doanh Nhân
- Chưa được cập nhật